# صليلة (نبات)
صليلة واسمها العلمي (Stipagrostis obtusa) هي حشيشة معمرة من الفصيلة النجيلية.

## الوصف
يعد من النباتات الرعوية ويتواجد أحيانًا في نفس بيئتها بعض أنواع العلقا.

## الانتشار
تنتشر في شمال أفريقيا، شبه الجزيرة العربية، باكستان، جنوب أفريقيا.